# Wielkie zawody w Przystani Elfów
Wielkie zawody w Przystani Elfów (ang. Pixie Hollow Games, 2011) – amerykański film animowany ze studia Walt Disney Animation Studios. Film miał być wydany w 2012 roku jako ostatni z serii filmów o Dzwoneczku, ale został przesunięty o rok wcześniej i przetworzony na specjalny odcinek telewizyjny.

## Obsada (głosy)
- Mae Whitman - Dzwoneczek
- Lucy Liu - Mgiełka
- Raven-Symoné - Iridessa
- Megan Hilty - Różyczka
- Angela Bartys - Fawn
- Pamela Adlon - Vidia
- Brenda Song - Chloe
- Jason Dolley - Rumble
- Tiffany Thornton - Glimmer
- Zendaya - Fern
- Jeff Bennett - Clank
- Rob Paulsen - Bobble
- Jane Horrocks - Fairy Mary
- Jessica DiCicco - Lilac
- Kari Wahlgren - Ivy
- Alicyn Packard - Zephyr
- Jesse McCartney - Terence
- Anjelica Huston - Królowa Klarion

## Wersja polska
Wersja polska: SDI Media Polska

Reżyseria: Joanna Węgrzynowska

Kierownictwo muzyczne: Agnieszka Tomicka

Dialogi polskie: Joanna Serafińska

Teksty piosenek: Michał Wojnarowski

Montaż: Magdalena Waliszewska

W wersji polskiej udział wzięli:
- Agnieszka Kunikowska – Narratorka
- Natalia Rybicka – Dzwoneczek / Cynka
- Monika Dryl – Widia
- Marta Markowicz
- Patrycja Rankowska
- Joanna Węgrzynowska
- Katarzyna Żak – Królowa Klarion
- Artur Pontek
- Grzegorz Kwiecień
- Aneta Todorczuk-Perchuć
- Anna Seniuk – Wróżka Duszka
- Katarzyna Łaska
- Anna Sroka-Hryń
- Anna Wodzyńska
- Bożena Furczyk
- Kaja Paschalska – Iskierka
- Katarzyna Glinka – Mgiełka
- Katarzyna Moś
- Maria Niklińska – Jelonka
- Marcin Hycnar – Terencjo
- Kamil Kuźnik
- Łukasz Lewandowski – Pompon
- Jakub Szydłowski
- Michał Piela – Klank

i inni
Lektor: Joanna Węgrzynowska